# Marcus Cleverly
Marcus David Cleverly (* 15. Juni 1981 in Hillerød, Dänemark) ist ein ehemaliger dänischer Handballspieler.

## Karriere
Cleverly spielte zwischen 2001 und 2003 beim dänischen Verein Team Helsinge. Anschließend stand der Handballtorwart eine Saison im Tor des dänischen Erstligisten FCK Håndbold, mit dem er am EHF Challenge Cup teilnahm. Im Jahr 2004 verstärkte Cleverly den deutschen Zweitligisten TSG Oßweil. Im Januar 2005 wechselte er zum Zweitligisten TV Emsdetten. Im Sommer 2009 unterschrieb Cleverly einen Vertrag beim polnischen Erstligisten Vive Targi Kielce. Mit Kielce gewann er 2010 und 2012 die polnische Meisterschaft, sowie 2010, 2011 und 2012 den polnischen Pokalwettbewerb. Im Februar 2013 verließ Cleverly vorzeitig Kielce und schloss sich dem schwedischen Erstligisten LUGI HF an. Zur Saison 2013/14 wechselte er zum deutschen Bundesligisten HSV Hamburg. Ab dem Sommer 2014 steht er im Tor von KIF Kolding Håndbold. Mit KIF gewann er 2015 die dänische Meisterschaft. Zur Saison 2018/19 schloss er sich dem schwedischen Erstligisten IFK Ystad HK an. In zwei Spielzeiten hütete Cleverly insgesamt 34 mal das Tor von Ystad.
Marcus Cleverly bestritt 35 Länderspiele für die dänische Nationalmannschaft. Er gehörte zum Kader der dänischen Auswahl, die an der Handball-Europameisterschaft 2012 in Serbien teilnahm und den Titel gewann. Im Sommer 2012 nahm er an den Olympischen Spielen in London teil.